# الکس مک‌دونالد (بازیکن فوتبال، زاده ۱۹۴۸)
الکس مک‌دونالد (انگلیسی: Alex MacDonald؛ زادهٔ ۱۷ مارس ۱۹۴۸) بازیکن فوتبال اهل اسکاتلند است.

## باشگاهی
از باشگاه‌هایی که در آن بازی کرده‌است می‌توان به باشگاه فوتبال رنجرز، باشگاه فوتبال هارت آف میدلوتیان اشاره کرد.

## تیم ملی
وی همچنین در تیم ملی فوتبال اسکاتلند بازی کرده است.